# Lembuj
Lembuj (ros. Лембуй) – rzeka w północno-zachodniej Rosji, w obwodzie murmańskim. Ma 17 km długości a jej dorzecze zajmuje powierzchnię 122 km². Rzeka uchodzi do Strielny, która następnie wpada do Morza Białego. 